# Championnat du Venezuela de football 1961
Navigation
Saison 1960 Saison 1962
La saison 1961 du championnat du Venezuela de football est la cinquième édition du championnat de première division professionnelle au Venezuela et la quarante-et-unième saison du championnat national. Les cinq clubs participants sont regroupés au sein d'une poule unique où ils s'affrontent quatre fois, deux fois à domicile et deux fois à l'extérieur.
C'est le Deportivo Italia qui remporte la compétition, après avoir terminé en tête du classement final, avec cinq points d'avance sur le club de Banco Agricola y Pacuario et huit sur Banco Francés-Italiano. C'est le tout premier titre de champion de l'histoire du club, qui réussit même le premier doublé de l'histoire du football vénézuélien en s'imposant en finale de la Copa Venezuela face au club de Dos Caminos SC.

## Les clubs participants
| - Deportivo Portugués - Banco Agricola y Pecuario - Universidad Catolica - Deportivo Italia - Banco Francés-Italiano |

## Compétition
Le barème utilisé pour établir le classement est le suivant :
- Victoire : 2 points
- Match nul : 1 point
- Défaite : 0 point

### Classement
| Rang | Équipe                    | Pts | J  | G  | N | P  | Bp | Bc | Diff |
| ---- | ------------------------- | --- | -- | -- | - | -- | -- | -- | ---- |
| 1    | Deportivo ItaliaC         | 24  | 16 | 10 | 4 | 2  | 29 | 11 | +18  |
| 2    | Banco Agricola y Pecuario | 19  | 15 | 9  | 1 | 5  | 33 | 27 | +6   |
| 3    | Banco Francés-Italiano    | 16  | 16 | 7  | 2 | 7  | 33 | 36 | -3   |
| 4    | Deportivo PortuguésT      | 13  | 16 | 5  | 3 | 8  | 23 | 25 | -2   |
| 5    | Universidad Catolica      | 6   | 15 | 2  | 2 | 11 | 21 | 40 | -19  |

|  | Champion du Venezuela 1961 |

- Le dernier match entre Banco Agricola y Pecuaron et Universidad Catolica n'a pas été disputé.

## Bilan de la saison
| Championnat du Venezuela de football 1961 |                              |
| Champion                                  | Deportivo Italia (1er titre) |
| Coupes et trophées                        |                              |
| Vainqueur de la Coupe du Venezuela 1961   | Deportivo Italia             |
| Promotions et relégations                 |                              |
| Promus en Primera División                | Aucun                        |
| Relégués en Segunda A                     | Aucun                        |